# روچی (گناباد)
 روستای روچی ، روستایی از توابع بخش کاخک شهرستان گناباد در استان خراسان رضوی ایران واقع شده است. 

## موقعیت جغرافیایی
روستای روچی  جنوب غربی شهرستان گناباد در خراسان رضوی واقع شده و از شمال به روستای شیراز آباد و از شمال غربی به تفرجگاه علی آباد ودهستان زیبد و از سمت شرق به روستای سقی متصل شده‌است .این روستا در مرکزیت دهستان زیبد.بخش کاخک واقع شده‌است .
روستای روچی بدان جهت شهره خاص وعام شده‌است که از لحاظ زیبایی و آب وهوا نوع بافت بهترین روستای منطقه بوده‌است.

## نام‌شناسی
کلمه روچی نیز در لغت به معنی انتخاب شده –گلچین شده یا سرچین شده می‌باشد و از لحاظ مکانی در کنار رود فصلی منطقه واقع شده که این خود جنبه تفریحی داشته وباعث آمدن مردم از نقاط مختلف به این روستا می‌شود .
در ابتدا نام این روستا گلچین بوده است چون دارای اب و هوای مطبوع است.سپس بعد از مدتی به روچین و در اخر به علت بی سوادی مردم به روچی نام گرفته است{happy.R}

## جمعیت
روستای روچی طبق آخرین سرشماری که در سال 90انجام شده‌است بالغ بر 151خانوار و حدوداً 600نفر جمعیت می‌باشد اما با توجه به این که اتکای اقتصادی مردم روستا بر پایه کشاورزی بوده‌است به خاطر خشکسالی‌های پی در پی چند سال اخیر مردم روستا و به خصوص قشر جوان مجبور به مهاجرت به شهرهای اطراف مخصوصاً مشهد شده‌اند .

## ویژگی‌های زیست‌محیطی
روچی به خاطر واقع شدن در دامنه کوه وداشتن در ختان زیاد دارای آب وهوایی ملایم چه در زمستان وچه در تابستان می‌باشد.این روستا به دلیل واقع شدن در کوه پایه داری خاکی شنی مخلوط با رس می‌باشد که این امر موجب تقویت خاک وموجب نفوذپذیری ریشه گیاه در خاک می‌شود و این خصیصه موجبات رشد بیشتر گیاهان را فراهم می‌کند.آب روستا از چند راه تأمین می‌شود یکی آب‌های جاری که به وسیلهٔ سد مهار و انتقال داده می‌شود و دیگری چشمه ,قنات‌ها (کاریز)می باشد .

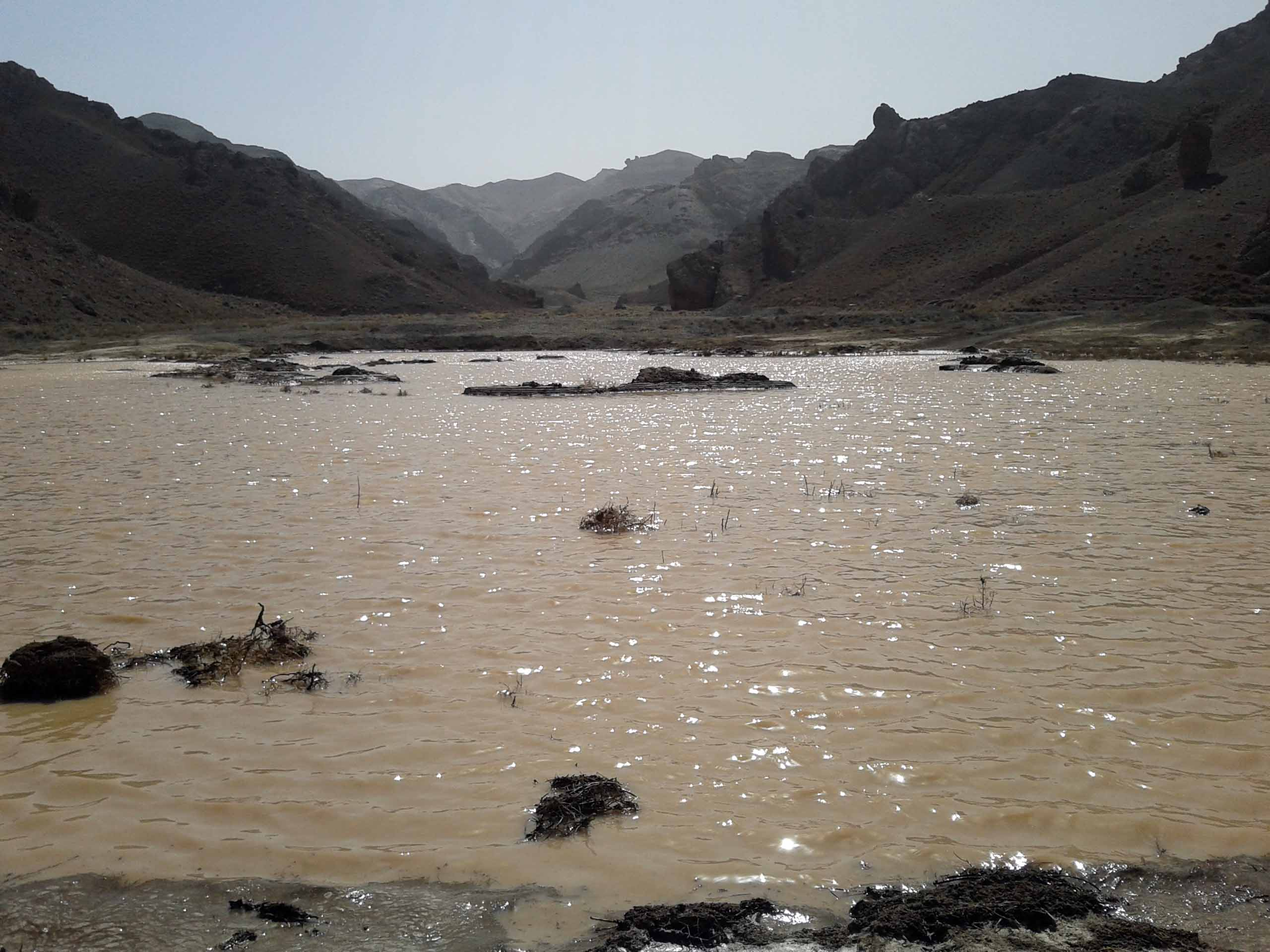
سد خاکی روستا روچی

که این عوامل همگی دست به دست هم داده وباعث روئیدن انواع محصولات زراعی و  باغی شده‌است .ونیز آب آشامیدنی روستا ازیکی از این قنات هاگرفته که مسافت شش کیلومتری بین روستا وقنات لوله کشی شده‌است. این روستا دارای هشت قنات و چندین چشمه می‌باشد.

## جاذبه‌های دیدنی
یکی زیباییهای روستای روچی درخت چناری با قطر3 متری و تنه حدود 9 متر و عمری نزدیک 1000 سال می‌باشد که در مرکز روستا واقع شده‌است و سایه درخت چنار مکانی برای تجمع اهالی می‌باشد .

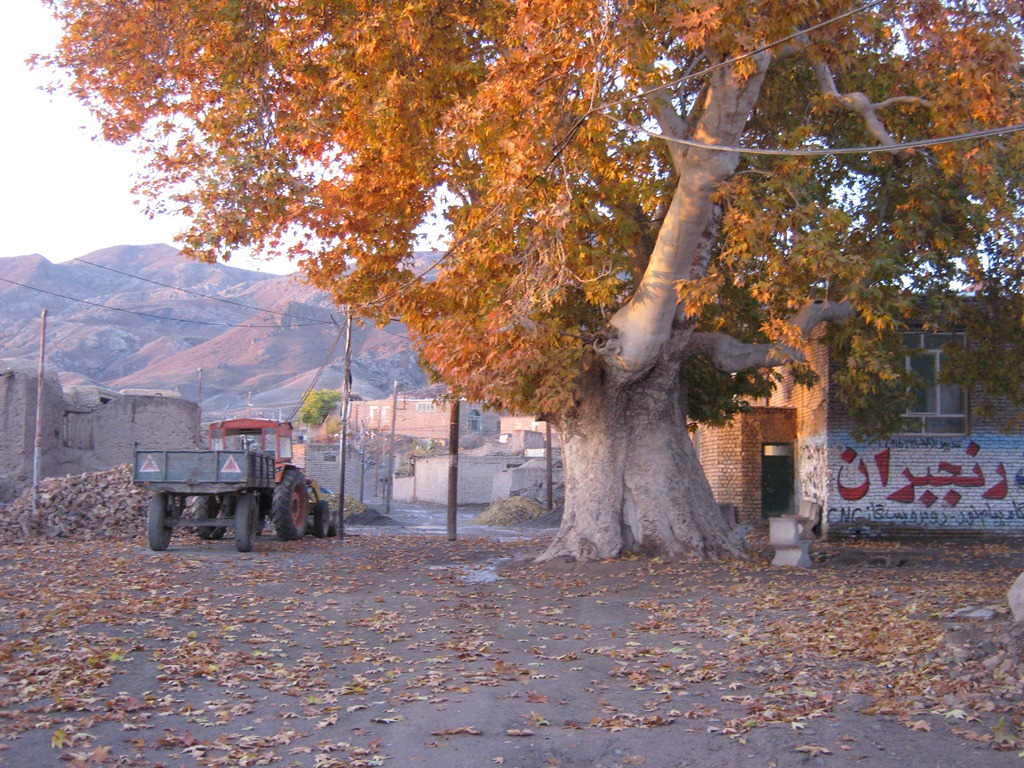
چنار روستا روچی با قدمتی حدود 1000 سال و با قطر3متر و با دور استوانه‌ای به اندازه 9 متر

## جمعیت
براساس سرشماری مرکز آمار ایران در سال 1390، جمعیت آن بیش از600 نفر (151خانوار)ساکن که در ایام محرم و تعطیلات عید نوروز به حدود 4000 تا5000 نفر می‌رسد.
طبق سرشماری سال 1400 ؛300 خانوار در ان زندگی میکنند که این عدد به دلیل احتیاج مردم به هوای پاک افزایش یافته.
{Happy.R}

## محصولات کشاورزی
زعفران، گندم، جو، انگور(کشمش)، انار، زیره سبز، هلو، انجیر، گردو ، توت خشک ،زردآلو ، گیلاس و آلبالو.عدس .نخود.بادام.مجوک

## محصولات دامی
شیر, ماست ,پنیر ,گوشت گوسفند وگوساله